# Amt Lüchow

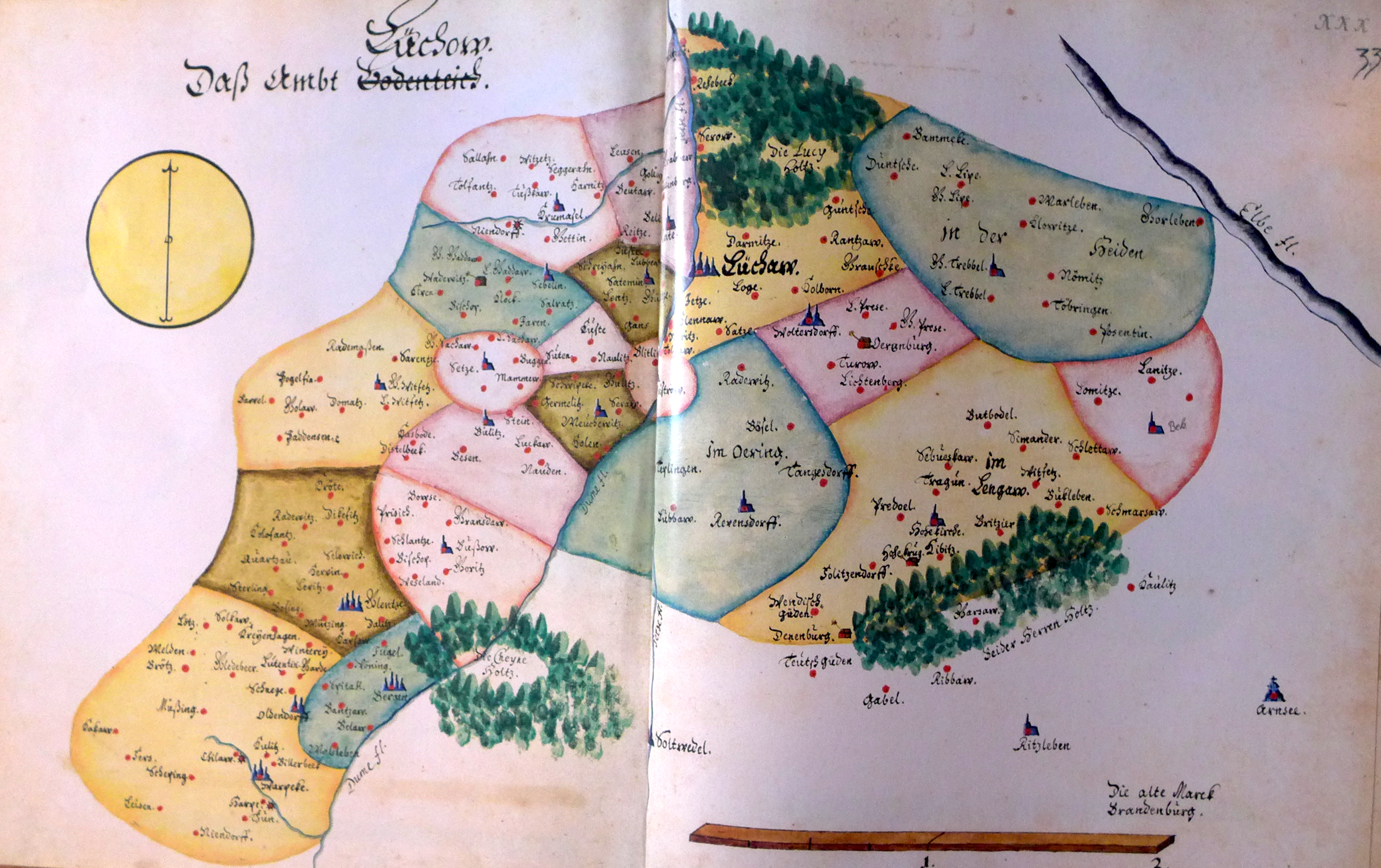
Amt Lüchow, um 1600

Das Amt Lüchow war ein historischer Verwaltungsbezirk des Fürstentums Lüneburg, später des Königreichs Hannover bzw. der preußischen Provinz Hannover.

## Geschichte
Der Amtssprengel geht auf den Machtbereich der Grafen von Lüchow zurück, ein adeliges Geschlecht, das seit der Zeit Heinrichs des Löwen zu den Vasallen der Welfen gehörte. Nach dem Erlöschen des Hauses wurde die Grafschaft 1320 durch Herzog Otto II. von Lüneburg erworben. Das Schloss wurde Sitz eines welfischen Vogts bzw. Amtmanns. Zeitweilig war es als Leibgedinge für welfische Herzogswitwen ausgegeben. Die Vogtei Lüchow wird erstmals 1371 in einer Pfandverschreibung erwähnt, der damalige Umfang der Vogtei ist aus der Urkunde aber nicht ersichtlich.
1548 ging das Amt Warpke im Amt Lüchow auf und wurde faktisch zu einer Vogtei herabgestuft. Von 1591 bis 1671 war Warpke der Dannenberger Nebenlinie des Herzogshauses zugewiesen. 1695 fand eine Grenzbereinigung mit den benachbarten Ämtern Dannenberg und Hitzacker statt, 1740 mit dem Amt Bodenteich. Komplizierter gestalteten sich die rechtlichen Beziehungen zum Amt Wustrow. 1841 wurden auch dort die Verhältnisses einer Neuregelung unterzogen. Das Amt Lüchow wurde in eine Haus- und Reisevogtei sowie die Vogtei Bergen und die Grenzvogtei Lübben unterteilt. 1852 wurde das Amt Clenze von Lüchow abgetrennt und verselbständigt, 1859 jedoch wieder vollständig eingegliedert. Ebenso kam 1859 das Amt Wustrow zu Lüchow, 1872 das Amt Gartow (einschließlich Schnackenburg). Seit 1867 bildete das Amt Lüchow mit den Ämtern Dannenberg, Gartow und Neuhaus sowie den amtsfreien Städten Dannenberg (Elbe) und Lüchow den (Steuer-)Kreis Dannenberg. 1885 wurde das Amt in die Kreisverfassung überführt.

## Gemeinden
Das Amt Lüchow umfasste vor der Vereinigung mit dem Amt Gartow (1871) folgende Gemeinden:

### Amt Lüchow ab 1852
- Bockleben
- Bösel
- Dünsche
- Großwitzeetze
- Jeetzel
- Klein Breese
- Künsche
- Kolborn
- Krautze
- Kriwitz
- Lichtenberg
- Liepe
- Loge
- Pannecke
- Predöhl
- Prezier
- Puttball
- Ranzau
- Reddebeitz
- Reetze
- Rehbeck
- Saaße
- Schletau
- Schmarsau
- Schweskau
- Seerau in der Lucie
- Simander
- Tarmitz
- Thurau
- Trabuhn
- Volzendorf
- Weitsche
- Woltersdorf

### Aus dem ehemaligen Amt Clenze
- Bausen
- Belitz
- Beseland
- Beutow
- Bischof
- Bösen
- Braudel
- Bussau
- Clenze
- Corvin
- Dalitz
- Diahren
- Dickfeitzen
- Dommatzen
- Gledeberg
- Göhr
- Göttien
- Gohlau
- Gohlefanz
- Gollau
- Grabow
- Granstedt
- Groß Gaddau
- Groß Sachau
- Groß Wittfeitzen
- Gühlitz
- Guhreitzen
- Kakau
- Karmitz
- Kassau
- Kiefen
- Klein Gaddau
- Klein Sachau
- Klein Wittfeitzen
- Kloster
- Köhlen
- Kremlin
- Kröte
- Krummasel
- Küsten
- Kukate
- Lefitz
- Loitze
- Lübeln
- Lüsen
- Lütenthien
- Maddau
- Mammoißel
- Marlin
- Meuchelfitz
- Molden
- Müggenburg
- Mützingen
- Naulitz
- Oldendorf
- Plate
- Prießeck
- Proitze
- Püggen
- Quartzau
- Redemoißel
- Reddereitz
- Reitze
- Saggrian
- Salderatzen
- Sallahn
- Sareitz
- Schlannau
- Schlanze
- Schnega
- Schwiepke
- Seelwig
- Seerau im Drawehn
- Solkau
- Starrel
- Süthen
- Tolstefanz
- Tüschau
- Vaddensen
- Varbitz
- Volkfien
- Waddeweitz
- Winterweyhe
- Witzeetze
- Zargleben
- Zebelin
- Zeetze

### Aus dem ehemaligen Amt Wustrow
- Banzau
- Beesem
- Belau
- Bergen an der Dumme
- Billerbeck
- Blütlingen
- Bülitz
- Dangenstorf
- Dolgow
- Ganse
- Gielau
- Gistenbeck
- Güstritz
- Harpe
- Jabel
- Jiggel
- Klennow
- Külitz
- Kussebode
- Leisten
- Lensian
- Luckau
- Lübbow
- Malsleben
- Nauden
- Neritz
- Niendorf
- Rebenstorf
- Satemin
- Schäpingen
- Schreyahn
- Spithal
- Steine
- Teplingen
- Thune
- Warpke
- Wöhningen
- Wustrow

## Amtmänner
- Joachim Justus von Boetticher (1673–1721), Oberamtmann
- ab 1715: Johann Friedrich Schlemm (ca. 1682–1737), Amtsschreiber
- 1783–1786: Johann Wilhelm Rabius (1746–1802), Amtsschreiber
- 1800–1814: Staats Johann Heinrich Nanne (1754–1814), 1792 Amtsschreiber, 1800 Amtmann
- 1818–1836: Otto Friedrich Conrad Stock, Amtmann, ab 1830 Oberamtmann
- 1837: vakant
- 1838–1852: Detlef Julius Döring, Amtmann
- 1853–1867: Carl Ludwig Christian von Harling, Amtmann, ab 1867 Oberamtmann
- 1868–1871: Ludolf Freiherr von Uslar-Gleichen, Amtmann
- 1871–1885: Gustav Rotermund, Amtmann